# Johan Pietilä Holmner
Johan Pietilä Holmner (29 gennaio 1991) è un ex sciatore alpino svedese specialista dello slalom speciale.
È fratello di Maria, a sua volta sciatrice alpina di alto livello.

## Biografia
Debuttò nel Circo bianco il 16 dicembre 2006 a Geilo disputando uno slalom speciale valido come gara FIS, giungendo 25º. Il 21 gennaio 2009 esordì in Coppa Europa nello slalom speciale di Courchevel, senza concluderlo, mentre l'esordio in Coppa del Mondo avvenne il 6 gennaio 2011 nello slalom speciale di Zagabria Sljeme, concluso senza riuscire a qualificarsi per la seconda manche. Il 21 dicembre dello stesso anno conquistò il suo unico successo, nonché unico podio, in Coppa Europa, vincendo lo slalom parallelo tenutosi a San Vigilio di Marebbe.
Il 22 gennaio 2012 disputò a Kitzbühel la sua ultima gara di Coppa del Mondo, senza concluderla; nel massimo circuito internazionale non portò mai a termine alcuna gara. L'11 marzo 2013 a Kranjska Gora fu per l'ultima volta in carriera al cancelletto di partenza in Coppa Europa, ma anche in quell'occasione non terminò la prova; si congedò dalle competizioni il 12 aprile successivo in occasione di una gara FIS disputata a Lindvallen.

## Palmarès

### Coppa Europa
- Miglior piazzamento in classifica generale: 43ª nel 2012
- Vincitore della classifica di slalom parallelo nel 2012
- 1 podio:
  - 1 vittoria

#### Coppa Europa - vittorie
| Data             | Località               | Paese  | Specialità |
| ---------------- | ---------------------- | ------ | ---------- |
| 21 dicembre 2011 | San Vigilio di Marebbe | Italia | PR         |

Legenda:

PR = slalom parallelo

### Nor-Am Cup
- Miglior piazzamento in classifica generale: 66ª nel 2009

### Australia New Zealand Cup
- Miglior piazzamento in classifica generale: 20ª nel 2012
- 1 podio:
  - 1 terzo posto

### Campionati svedesi
- 1 medaglia[2]:
  - 1 bronzo (slalom gigante nel 2013)

### Campionati svedesi juniores
- 2 ori (supergigante nel 2008; slalom speciale nel 2011)[senza fonte]